# 아양도서관
아양도서관은 경기도 안성시에 있는 공립 도서관이다.

## 연혁
- 2020년 8월 18일 개관.